# ذخیره‌گاه امباتواکی
ذخیره‌گاه امباتواکی (به لاتین: Ambatovaky Reserve) یک پارک ملی در ماداگاسکار است.